# Days of Wine and D'oh'ses
Days of Wine and D'oh'ses, llamado Días de vino y rosas en Hispanoamérica y Días de vino y suspiros en España, es un episodio perteneciente a la undécima temporada de la serie animada Los Simpson, estrenado en Estados Unidos por la cadena FOX el 9 de abril de 2000. Fue escrito por Deb Lacusta y Dan Castellaneta, y dirigido por Neil Affleck. En el episodio, Barney decide dejar de beber y comienza a tomar clases para pilotar helicópteros.

## Sinopsis
Todo comienza cuando Bart y Homero van buscando la basura de los vecinos, Bart encuentra una manta de Milhouse y Homer encuentra un sujetador deportivo (que era para mujeres), pero al pasar por un restaurante hawaiano, vio un ídolo tiki. Homer se lo lleva y empieza a bromear de manera irresponsable, usando la conexión de gas como lanzallamas con el ídolo pero por irresponsabilidad de Homer, se quema el ídolo y para de su casa por lo que huye hacia la taberna de Moe. 
En el bar, Homer conversa con sus amigos pero Barney se notaba deprimido por lo que le preguntan sobre su situación. Barney se sentía mal porque habían olvidado su cumpleaños, pero resulta que Homer usó su casa para celebrar el cumpleaños de Barney junto con sus amigos (todo comprobado en un video), sólo que Barney no lo recordó debido a que estaba muy ebrio. Al ver las imágenes del video de su cumpleaños, Barney comprende que estando ebrio, se vuelve en un desastre como persona por lo que, se promete no volver a beber aunque sus amigos se burlan por su decisión. 
Mientras tanto, el Directorio de Springfield necesitaba una nueva portada por lo que, convocan a un concurso de fotografía donde el ganador o ganadores. obtenían un premio sorpresa (aunque evidentemente era una bicicleta), Bart y Lisa deciden entrar pero primero, en el armario, encuentran una vieja cámara y comienzan a tomar fotografías. 
Por otro lado, a Barney le cuesta dejar de beber, pero luego le pide a Homer que lo acompañe a una reunión de Alcohólicos Anónimos. Barney comienza a hacer planes para cambiar su vida, ya que estaba limpio y sobrio. Su primera parada es la Escuela de Aviación de Springfield, donde toma clases para pilotear helicópteros. Barney lleva a Homer a un paseo en helicóptero, luego de haber tomado unas clases, pero, estando en el aire, discuten y rompen su relación de amistad. 
Bart y Lisa, mientras tanto, toman fotos en la cima del monte Springfield cuando Bart desata un incendio forestal, tirando accidentalmente al suelo un foco de flash caliente. Los niños están en un inminente peligro, y Barney y Homer deben unirse para rescatarlos. Ambos suben al helicóptero, pero Barney se pone tan nervioso que piensa que no podría hacerlo sobrio por lo que aterriza en un puente. Cuando un camión de cervezas Duff frena de golpe, caen cervezas en latas de six-packs. Barney pretende tomar pero Homer se lo impide tomando las seis latas de cerveza al mismo tiempo y termina totalmente ebrio. Barney, asombrado por el valor de su amigo, decide ir a rescatar junto a Homer. En el bosque, Homer salva a sus hijos pero al mismo tiempo, Bart toma una fotografía del incendio. 
Al día siguiente, en la casa de los Simpson, Marge les dice a los niños que habían llegado los nuevos directorios, y que su foto estaba en la portada. Bart y Lisa bajan corriendo, pero se dan cuenta de que la foto no era del monte Springfield: era una foto de los dos cuando eran bebés, desnudos y sentados en el inodoro. Al verla, ambos gritan y dicen que serán el hazmerreír de la ciudad. Marge le dice que esa foto aún estaba en la vieja cámara con su rollo. Al principio, Marge les juega una broma con el premio pero luego les comenta que ganaron una bicicleta. Los chicos, felices, abrazan a su madre. 
Mientras tanto, la amistad de Homer y Barney se restablece, y Barney trata de mirar un futuro de sobriedad y sin alcohol. Sin embargo, Moe está afuera de su taberna, vendiendo café mientras que lo observa con unos binoculares, diciendo que nadie, jamás, se escaparía de él.